# Mariensiel

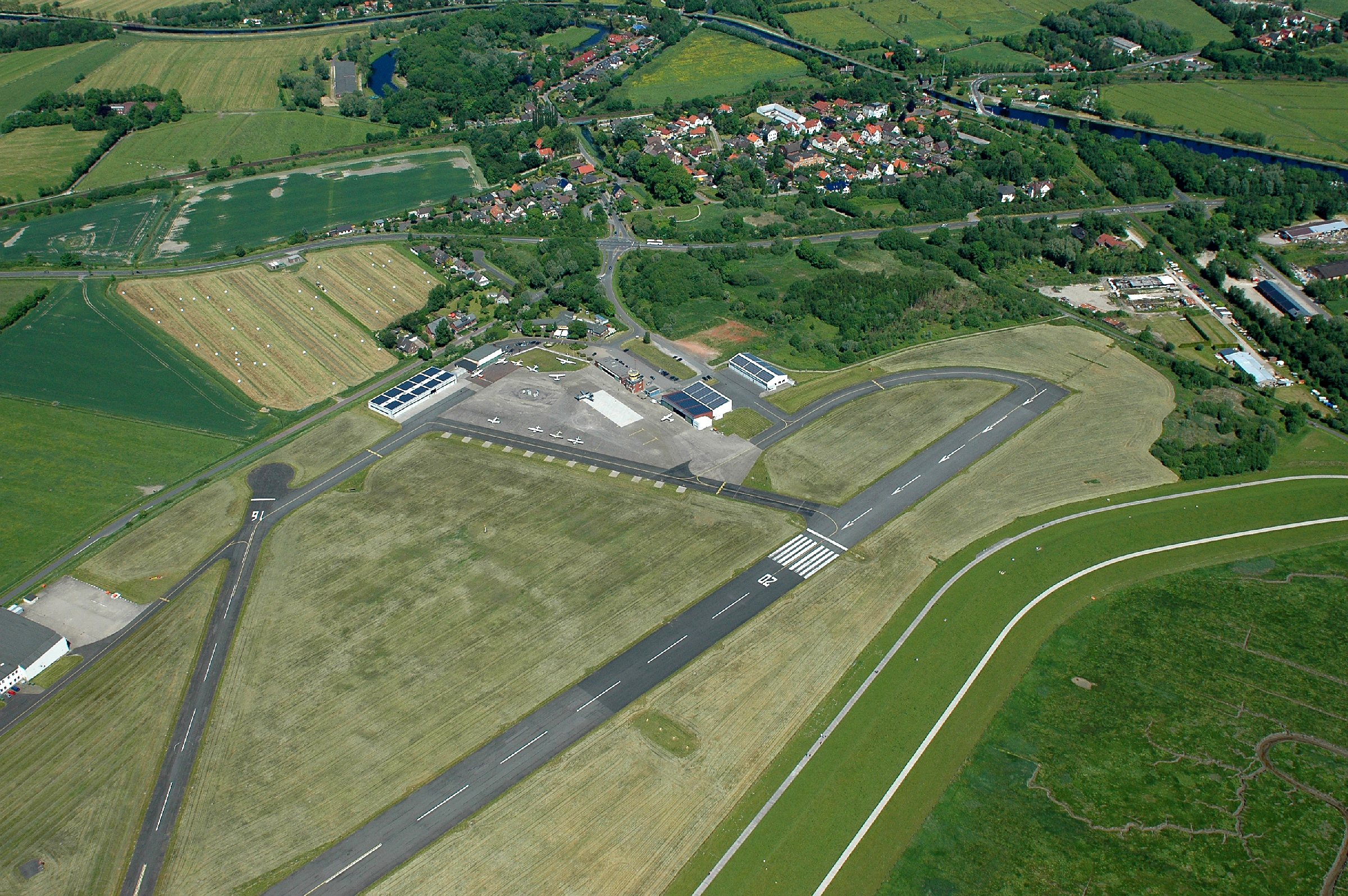
Luftbild des JadeWeserAirport, dahinter Mariensiel

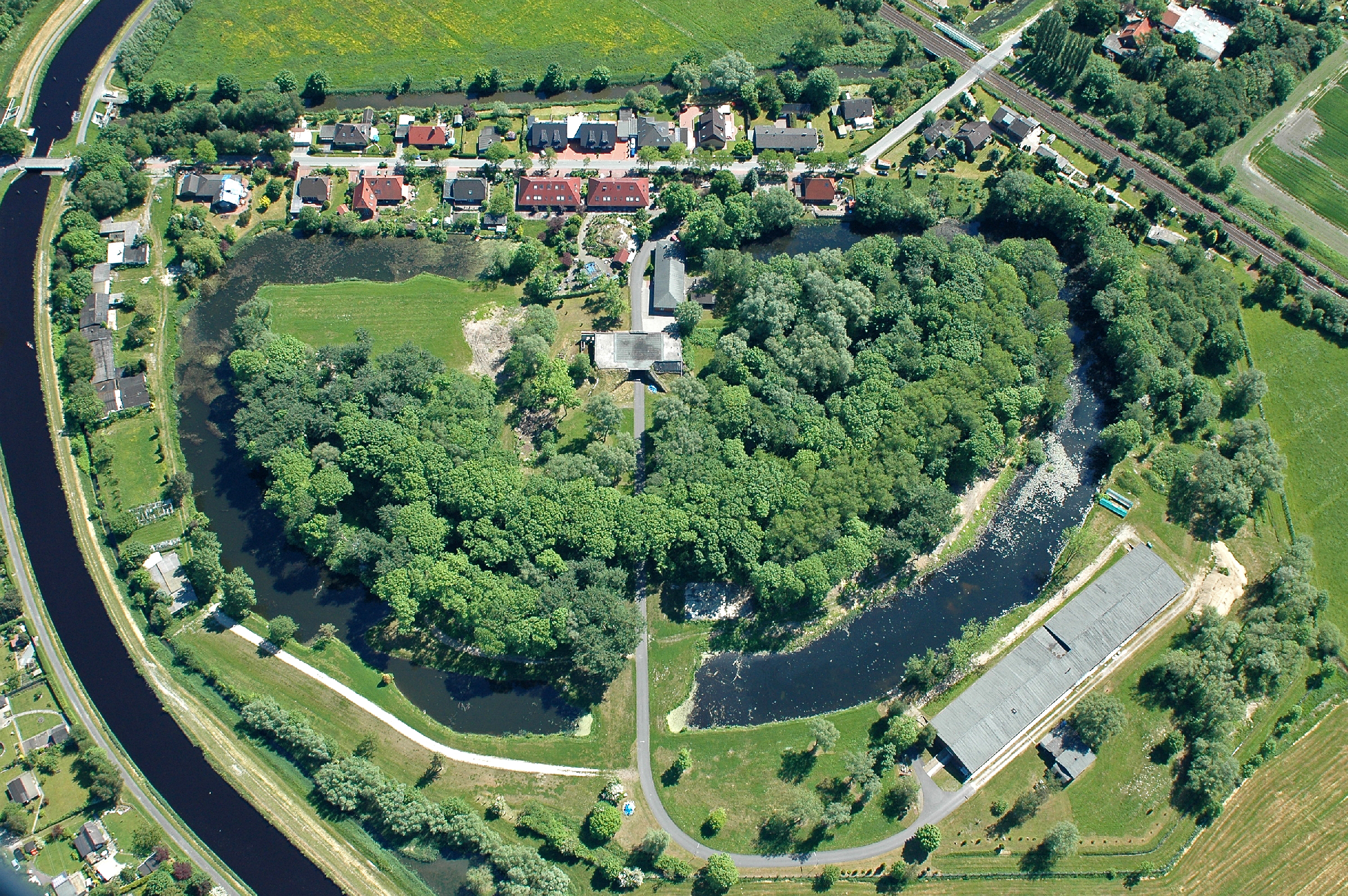
Luftbild des Fort Mariensiel

Mariensiel ist ein Ortsteil der Gemeinde Sande im Landkreis Friesland.

## Lage
Mariensiel liegt in unmittelbarer Nähe vom Jadebusen an der Nordsee. Der Ort befindet sich direkt am südwestlichen Stadtrand von Wilhelmshaven. Zum Gemeindezentrum von Sande sind es lediglich 1,5 Kilometer.

## Geschichte

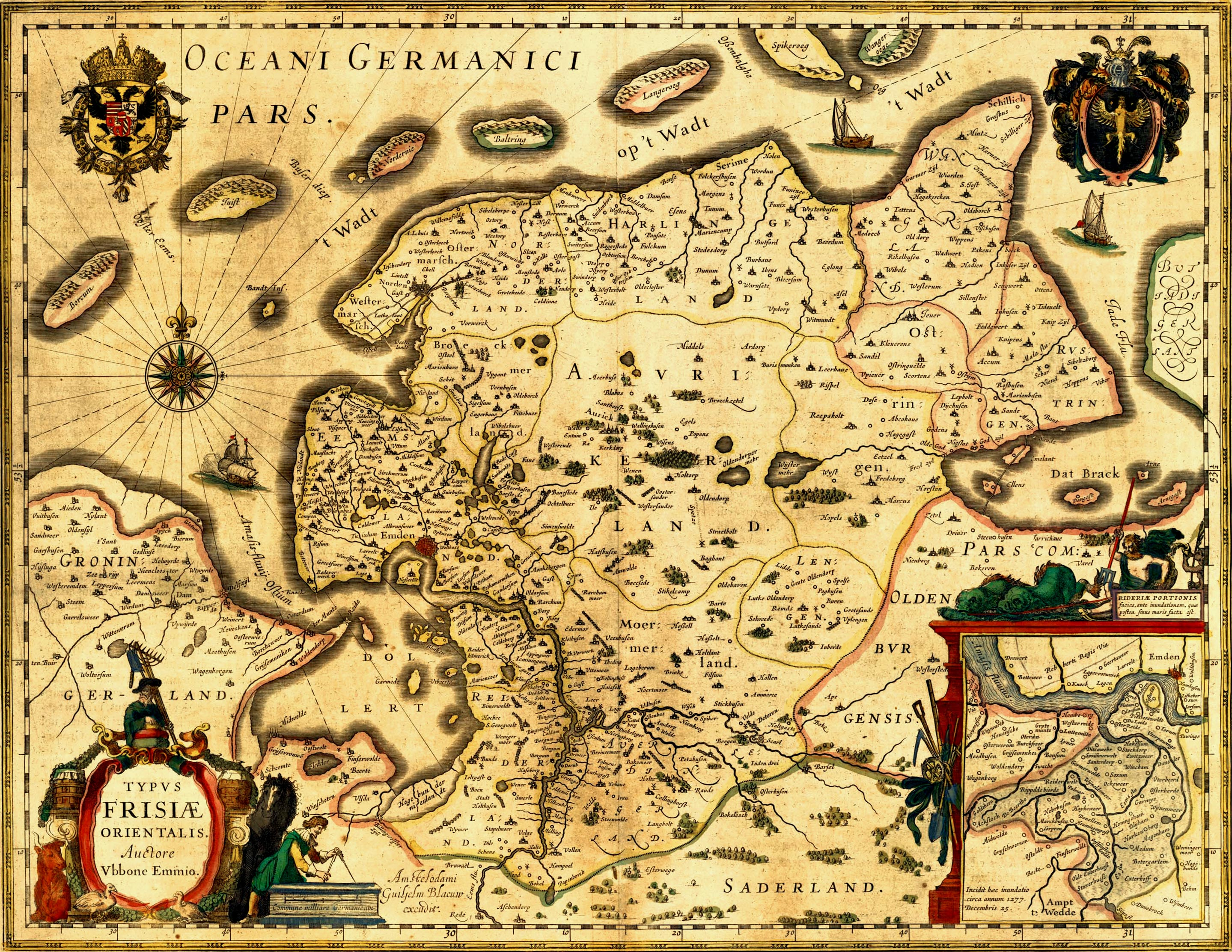
Ostfriesische Halbinsel um 1600. Das Mariensiel (Marien Zijl) ist bereits auf der Karte verzeichnet

Mariensiel ist, wie schon aus dem Namen hervorgeht, ein ehemaliger Sielort. Das Mariensiel wurde nach der Allerheiligenflut von 1570 angelegt, bei der das bisher zur Entwässerung der Maade dienende Kniphausersiel zerstört wurde. Das neue Siel entwässerte die Maade nun direkt in den Jadebusen. Benannt ist das Siel nach Fräulein Maria von Jever, der damaligen Regentin der Herrschaft Jever, zu deren Herrschaftsbereich das Land um das Siel gehörte. Die Sielanlage wurde während der Jahrhunderte mehrfach verändert, instand gesetzt und sogar neu gebaut. Die heutige steinerne Sielanlage wurde 1876 angelegt. Die Kosten betrugen damals insgesamt 251.000 Mark, wovon das Deutsche Reich 120.000 Mark übernahm.
Um das Siel bildete sich schnell ein kleiner Hafenort, über den Handel mit einheimischen Produkten getrieben wurde. 1867 erfolgte der Anschluss des Ortes an die Eisenbahnlinie von Oldenburg zum gerade neu gegründeten Marine–Etablissement im „Königlichen Preußischen Jadegebiet“, dem späteren Wilhelmshaven. Mariensiel profitierte erheblich von den Wilhelmshavenern Großbauprojekten der damaligen Zeit, u. a. den Bau des Forts Mariensiel, dem Bau des Ems-Jade-Kanals und der damit verbundenen Querung des Kanals über das Mariensieler Tief sowie der großen Wilhelmshavener Hafenerweiterung Anfang des 20. Jahrhunderts. 1899 wurde in Mariensiel die Ziegelei Mehrtens & Co. gegründet, die bis 1965 im Ort Ziegel produzierte. Die Ziegel wurden auch per Schiff zu den Abnehmern transportiert.
Mit der Wilhelmshavener Hafenerweiterung von 1904 entstand jedoch das Problem, dass das zum Mariensiel führende Außentief wegen der geänderten Strömungsverhältnissen durch die neue Deichlinie zunehmend verschlammte und die Aufwendungen zur Aufrechterhaltung der Zufahrt immer höher wurden. Deshalb wurde das Siel 1963 dichtgesetzt. Die Entwässerung erfolgte inzwischen über das Rüstersiel. 1983 wurde die nun nicht mehr genutzte, stark sanierungsbedürftige Sielanlage grundüberholt und als Baudenkmal unter Denkmalschutz gestellt. 1984 erfolgte die Übergabe des historischen Siels an den „Bürgerverein Mariensiel“, der sich seitdem um die Sielanlage kümmert.
1921 entstand im benachbarten Cäciliengroden der Flugplatz Wilhelmshaven-Mariensiel. 1977 fiel der an der Bahnstrecke Oldenburg–Wilhelmshaven gelegene Bahnhof von Mariensiel der Abrissbirne zum Opfer. Das immer niedrigere Passagieraufkommen bei der Bahn machte den Bahnhof überflüssig.
Am 7. November 2009 feierte Mariensiel die Übergabe des historischen Siels an den „Bürgerverein Mariensiel“.

## Verkehr
Die Bahnstrecke Oldenburg–Wilhelmshaven verläuft durch Mariensiel. 
Am südöstlichen Ortsrand von Mariensiel befindet sich der Flugplatz Wilhelmshaven-Mariensiel (seit 2009 "JadeWeserAirport"). 
Im Norden des Ortes verläuft der Ems-Jade-Kanal von Emden über Aurich nach Wilhelmshaven. Die östlichste Schleuse des Kanals ist die Schleuse Mariensiel, die den Kanal mit den Wilhelmshavener Häfen verbindet.

## Sehenswürdigkeiten
- Sielanlage Mariensiel[1]

- Mariensiel liegt am so genannten Skulpturenpfad Kunst am Deich. Der Skulpturenpfad wurde im Expo-Jahr 2000 angelegt und verläuft entlang des Radweges am Seedeich von Mariensiel bis nach Dangast. Die sieben Skulpturen entstanden während eines Bildhauersymposiums und wurden von sieben verschiedenen Künstlern geschaffen. Die Skulpturen stellen die sieben Tage der Schöpfungsgeschichte dar. Die Skulptur am Deich bei Mariensiel steht für den 1. Schöpfungstag – Licht und Finsternis – und wurde von dem Bremer Bildhauer Nicolai Deppe geschaffen.[2]

- Flugplatz Wilhelmshaven-Mariensiel